# Дивша
Дивша, код локалног становништва познатије као Ђипша, је некадашње село уз истоимени манастир Дивша (Ђипша) у Срему, у оквиру Општине Шид, на самој граници са Градом Сремска Митровица.
Дивша данас локалитет у оквиру МЗ Ердевик, мада јој је најближе село Визић у бачкопаланачкој општини.

## Насеље некад
Ђипша је постојала као мали прњавор до Другог светског рата. Њено малобројно становништво били су најамни радници оближњег манастира. У овом рату Ђипша је тешко страдала и изгубила већину становника, па после рата није обнаваљана као живо насеље. Подручно је припојена МЗ Ердевик.

## Насеље данас
Данас је Ђипша локалитет на Фрушкој гори на половини пута између села Дивош и Визић, а чине га делом обновљен манастир Дивша, неколико викенд-кућа и остаци старог прњавора. Током ратних страдања током 1990-их година овде се населило неколико избегличких породица, тако да овде данас стално живи око 20 становника.
До насеља води узак пут, који се везује на пут Дивош-Визић-Нештин. Последњих година постоје најаве о обнови пута.